# Yoel Tapia
Yoel Tapia, född den 11 september 1984, är en friidrottare från Dominikanska republiken som tävlar i kortdistanslöpning.
Tapias främsta merit är att han vid Inomhus-VM 2008 blev tillsammans med Arismendy Peguero, Pedro Mejia och Carlos Santa bronsmedaljör på 4 x 400 meter efter USA och Jamaica.

## Personliga rekord
- 400 meter - 46,09